# 陳敏儀 (香港運動員)
陳敏儀（1975年10月28日—），美國猶他州普若佛楊百翰大學營養學系畢業，夫婿為盧晉禮，二人育有兩子一女，是香港著名女子中長跑運動員及奧運長跑代表，屢次獲得香港業餘田徑總會之最佳運動員獎項(1991-94青年組，1995、1999、2000、2002及2004成人組)。曾參加2000年悉尼奧運。　截至2021年9月27日為止，陳敏儀仍然保持有五項香港紀錄（1500米、3000米、5000米、1英里和10000米）及三項U20青年組紀錄（1500米、3000米和1英里）。

## 外部連結
- 陳敏儀在的頁面